# Nécropole de Li Muri
La nécropole de Li Muri est un site archéologique situé à Arzachena, en Sardaigne, en Italie. Il consiste en une nécropole datant de la période prénuragique.

## Situation
La nécropole de Li Muri se trouve dans la Gallura, dans le nord-est de la Sardaigne, en Italie, à proximité d'Arzachena et de ses tombes des géants d'Arzachena
, parmi les plus connues, en particulier les tombes de Coddu Vecchiu, à proximité du Nuraghe La Prisgiona, et celles de Capichera et de Li Lolghi.

## Protection
Le site archéologique est inscrit sur la liste du patrimoine mondial en 2025 par l'UNESCO, en tant que partie du bien « Tradition funéraire dans la Sardaigne préhistorique – Les domus de janas ».